# Aleja Harcerzy Rzeczypospolitej w Warszawie
Aleja Harcerzy Rzeczypospolitej – ulica w Warszawie, na Służewie w dzielnicy Mokotów, w ciągu arterii komunikacyjnych al. Komisji Edukacji Narodowej – ul. Rolna – ul. Bukowińska – ul. Domaniewska. 

## Opis
Ulica stanowi przedłużenie alei Komisji Edukacji Narodowej. Rozpoczyna bieg na moście nad Potokiem Służewieckim, następnie przecina na dwie części osiedle Służew nad Dolinką ponad linią metra, gdzie krzyżuje się z nienazwanymi uliczkami prowadzącymi do ul. Sonaty i ul. Batuty. Kończy bieg skrzyżowaniem z ul. Wałbrzyską.
Ulica została otwarta w 2012 roku. Początkowo stanowiła północny odcinek alei Komisji Edukacji Narodowej. Nazwę nadano w sierpniu 2016 roku.

## Ważniejsze obiekty
- Park Dolinka Służewska z Potokiem Służewieckim
- Stacja metra Służew
- Centrum Handlowe Land